# Rząd Miloša Vučevicia
Rząd Miloša Vučevicia – rząd Republiki Serbii urzędujący od 2 maja 2024 do 16 kwietnia 2025. Zastąpił trzeci rząd Any Brnabić.
Rząd powstał kilka miesięcy po wyborach parlamentarnych z grudnia 2023. W wyniku głosowania kolejny raz największą reprezentację w Zgromadzeniu Narodowym uzyskała koalicja skupiona wokół Serbskiej Partii Postępowej (SNS), stanowiącej główne zaplecze polityczne prezydenta Aleksandara Vučicia. Prezydent pod koniec marca 2024 wskazał lidera postępowców Miloša Vučevicia jako kandydata na nowego premiera. Pod koniec kwietnia przedstawiono proponowany skład rządu. Do nowego gabinetu poza przedstawicielami SNS i rekomendowanymi przez to środowisko osobami bezpartyjnymi dołączyli przedstawiciele sojuszników postępowców: partii emerytów (PUPS), Ruchu Socjalistycznego (PS), Serbskiej Partii Ludowej (SNP) oraz związanej z SDPS regionalnej Demokratycznej Partii Sandżaku (SDP). Stanowiska ministerialne powierzono też współtworzącej uprzednie koalicje rządowe Socjalistycznej Partii Serbii (SPS), ugrupowaniom Chorwatów (DSHV) i Boszniaków (SPP) oraz liderce nacjonalistycznej formacji Zavetnici. 2 maja Zgromadzenie Narodowe udzieliło wotum zaufania, tego samego dnia po złożeniu ślubowania nowy gabinet rozpoczął funkcjonowanie.
1 listopada 2024 doszło do zawalenia się dachu stacji kolejowej w Nowym Sadzie, której remont rozpoczęto, gdy Miloš Vučević był burmistrzem. W wyniku katastrofy zginęło kilkanaście osób. Wydarzenie zapoczątkowało długotrwałe protesty antyrządowe. 28 stycznia 2025 premier ogłosił złożenie dymisji ze stanowiska. 19 marca parlament przyjął jego rezygnację. Miloš Vučević i jego gabinet zakończyli urzędowanie 16 kwietnia 2025, kiedy to powołano rząd Đura Macuta.

## Skład rządu
- premier: Miloš Vučević (SNS)[10]
- pierwszy wicepremier, minister finansów: Siniša Mali (SNS)
- wicepremier, minister spraw wewnętrznych: Ivica Dačić (SPS)
- wicepremier, minister ochrony środowiska: Irena Vujović (SNS)
- wicepremier: Aleksandar Vulin (PS)
- minister gospodarki: Adrijana Mesarović (SNS)
- minister rolnictwa, leśnictwa i gospodarki wodnej: Aleksandar Martinović (SNS)
- minister transportu, budownictwa i infrastruktury: Goran Vesić (SNS, do listopada 2024)[11]
- minister górnictwa i energii: Dubravka Đedović
- minister handlu wewnętrznego i zagranicznego: Tomislav Momirović (SNS, do listopada 2024)[11]
- minister sprawiedliwości: Maja Popović
- minister administracji publicznej i lokalnej: Jelena Žarić Kovačević (SNS)
- minister praw człowieka, mniejszości i dialogu społecznego: Tomislav Žigmanov (DSHV)
- minister obrony: Bratislav Gašić (SNS)
- minister spraw zagranicznych: Marko Đurić (SNS)
- minister integracji europejskiej: Tanja Miščević
- minister edukacji: Slavica Đukić Dejanović (SPS)
- minister zdrowia: Zlatibor Lončar (SNS)
- minister pracy, zatrudnienia, spraw społecznych i weteranów: Nemanja Starović (SNS)
- minister rodziny i demografii: Milica Đurđević Stamenkovski (Zavetnici)
- minister sportu: Zoran Gajić
- minister kultury: Nikola Selaković (SNS)
- minister obszarów wiejskich: Milan Krkobabić (PUPS)
- minister nauki, innowacji i rozwoju technologicznego: Jelena Begović (SNS)
- minister turystyki i młodzieży: Husein Memić (SDPS/SDP)
- minister telekomunikacji i informacji: Dejan Ristić (SNS)
- minister inwestycji publicznych: Darko Glišić (SNS)
- minister bez teki: Novica Tončev (SPS)
- minister bez teki: Đorđe Milićević (SPS)
- minister bez teki: Usame Zukorlić (SPP)
- minister bez teki: Nenad Popović (SNP)
- minister bez teki: Tatjana Macura (SNS)